# فرودگاه بوتاریتاری اتول
فرودگاه بوتاریتاری اتول (به انگلیسی: Butaritari Atoll Airport) یک فرودگاه با کد یاتا BBG است که یک باند فرود آسفالت دارد. این فرودگاه در کشور کیریباتی قرار دارد و در ارتفاع ۲ متری از سطح دریا واقع شده‌است.

## شرکت‌های هواپیمایی و مقصدهای پروازی
| شرکت‌های هواپیمایی | مقصدهای پروازی |
| ----------------- | -------------- |
| ایر کیریباتی      | ماکین، بونریکی |